# Chalermpol Malakham
Chalermpol Malakham (thai: เฉลิมพล มาลาคำ), född 10 oktober 1962, är en thailändsk manlig sångare.

## Diskografi
- Tam Jai Mae Terd Nong
- Ror Mia Phee Pler
- Ar Dia Rak Wan Khao Phan Sa
- Pued Tam Nan Bak Job Loey[4]
- Kid Hod Pla Keng
- Sieng Jak Phoo Yai Baan